# Gift

Warnzeichen W016: Warnung vor giftigen Stoffen

Als Gift (mittelhochdeutsch für „Schadstoff“, althochdeutsch für „Gabe“) oder Giftstoff, fachsprachlich auch Toxikum, bezeichnet man einen Stoff, der Lebewesen über ihre Stoffwechselvorgänge, durch Eindringen in den Organismus ab einer bestimmten, geringen Dosis einen Schaden zufügen kann. Mit der Zunahme der Expositionsmenge eines Wirkstoffes steigt die Wahrscheinlichkeit, dass Gesundheitsschädigungen durch eine Vergiftung auftreten. Ab einem bestimmten Dosisbereich ist somit nahezu jeder Stoff als giftig (toxisch) einzustufen. In jüngster Zeit wird allerdings die kontroverse wissenschaftliche Hypothese der Hormesis diskutiert – die Annahme, dass Gifte in sehr geringer Dosis auch eine positive Wirkung auf Organismen haben.
Die wissenschaftliche Disziplin, die sich mit der Erforschung von giftigen Substanzen, ihrer Wirkung in verschiedenen Dosisbereichen sowie mit der Behandlung von Vergiftungen beschäftigt, ist die Toxikologie. Sie befasst sich mit Stoffen, Stoffgemischen, Tieren, Pflanzen und Mikroorganismen und mit den biochemischen Mechanismen der Giftwirkung in Bezug auf quantitative Aspekte.
Der durch ein Gift angerichtete Schaden kann in vorübergehender Beeinträchtigung, dauerhafter Schädigung oder Tod bestehen. Bei anhaltender schädigender Gifteinwirkung spricht man von chronischer Vergiftung, bei einer Gifteinwirkung, die umgehend zu einer Schädigung führt, von einer akuten Vergiftung.
Als Gefahrstoffe werden Gifte in Abhängigkeit von der Wirkmenge in sehr giftig und giftig sowie gesundheitsschädlich (früher mindergiftig) eingeteilt.

Der Schädel mit gekreuzten Knochen (☠) ist das traditionelle Piktogramm für Gift.

## Etymologie

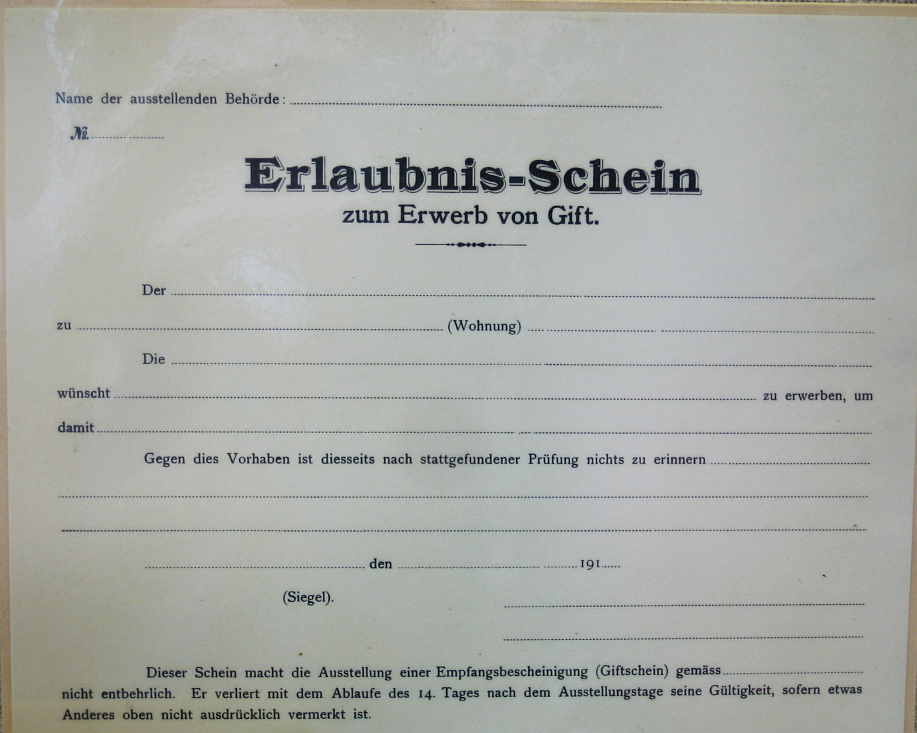
Historischer Erlaubnisschein zum Erwerb von Gift (um 1910)

Das Wort Gift ist eine germanische Abstraktbildung (*gef-ti-) mit t-Suffix – und dadurch bedingtem Wandel von b zu f – der indoeuropäischen Wurzel des Wortes geben. Die ursprüngliche Bedeutung „Gabe, Geschenk, Schenkung“, die Gift noch bei Goethe hatte, ist heute im Deutschen verschwunden (während sie im englischen und im niederländischen „gift“ weiterlebt) und hat sich nur in der Mitgift („Heiratsgut der Braut, Aussteuer“) erhalten.
Der Bedeutungswandel von „Gabe“ zu „tödliche Gabe, Gift“, zuerst im Althochdeutschen bei Notker belegt, steht später unter dem Einfluss des griechisch-spätlateinischen Wortes dosis, das „Geschenk, Gabe, bestimmte Menge Arznei“ bedeutet, aber auch als verhüllender (euphemistischer) Ausdruck für „Gift“ verwendet wird.
Aber auch schon der (alt-)griechische Ausdruck φάρμακον phármakon bei Homer stand sowohl für die Heilwirkung als auch die schädliche Wirkung eines Stoffes und auch bei Galenos gibt es Arzneimittel (φάρμακα phármaka), deren Wirkung als Gift von der Dosis abhängt.
Gift behält das ursprünglich feminine Genus in beiden Bedeutungen vorerst bei, wird dann als „schädlicher Stoff“ zuerst maskulin (Anfang des 15. Jahrhunderts), später neutrum (Mitte 16. Jahrhundert). Letzteres setzt sich im 18. Jahrhundert immer mehr durch, doch schreibt noch Schiller 1784 in Kabale und Liebe (5. Akt, 7. Szene): Noch spür ich den Gift nicht.
Verwandte Verwendungen: Althochdeutsch (9. Jahrhundert), mittelhochdeutsch, mittelniederdeutsch gift (feminin) „das Geben, Gabe, Geschenk, Gift“; mittelniederländisch ghifte, ghichte, niederländisch gift (feminin) „Gabe“, (ver)gif (neutral) „Gift“; altenglisch gift, gyft (feminin, neutral) „Gabe, Belohnung, Brautpreis“, im Plural „Hochzeit“; altnordisch gipt, gift (feminin) „Gabe, Glück, Vermählung (der Frau)“; gotisch fragifts (feminin) „Verleihung“, im Plural „Verlobung“.
Toxikum und toxisch leiten sich über lateinisch toxicum von altgriechisch τοξικόν [φάρμακον] toxikón [phármakon] „Pfeilgift“ ab, was selbst auf τόξον tóxon „Bogen (ursprüngliche, engere Bedeutung), Pfeil und Bogen (im Plural, verallgemeinerte Bedeutung)“ zurückzuführen ist und darauf hinweist, dass bereits in der Antike vergiftete Pfeile eingesetzt wurden.
Seit etwa 2022 wird das Adjektiv toxisch oft weit über die ursprüngliche Bedeutung hinaus in anderen Zusammenhängen verwendet, etwa im Sinn von schädlich, riskant, verletzend, schlecht, bösartig, aggressiv, fragwürdig und unerwünscht.

## Abgrenzung des Begriffs
Allgemein ist die nicht einfache Unterscheidung in Schadstoff und Giftstoff gegeben.
Von Lebewesen ausgeschiedene Giftstoffe oder Abfallprodukte werden in der Toxikologie als Toxine bezeichnet. Krankheitserregende Bakterien schädigen durch die Wirkung ihrer Gifte. Die charakteristischen Krankheitsbilder bei bakteriellen Infektionen werden durch die Wirkung der Bakterientoxine verursacht.
- Bei gramnegativen Bakterien sind diese Gifte Bestandteil der Zellmembran. Sie werden beim Absterben der Bakterienzellen als Endotoxine freigesetzt.
- Bei grampositiven bakteriellen Krankheitserregern entstehen die Gifte im Intermediärstoffwechsel. Sie werden als Exotoxine ausgeschieden.

Toxoide sind entgiftete (inaktivierte) Toxine, die aber noch eine Immunantwort im geimpften Körper auslösen können. Toxoidimpfstoffe werden bei Impfungen gegen Diphtherie und Tetanus verwendet.
Viren sind Krankheitserreger, aber selbst nicht giftig. Substanzen oder Gegenstände, die ein Lebewesen ausschließlich mechanisch oder durch Strahlung schädigen, gelten ebenfalls nicht als Gift.

## Vertrieb von pflanzlichen und tierischen Giften
Die Firma Latoxan in Valence in Frankreich ist eines der wenigen Unternehmen, die sich auf den Vertrieb von Giften an berechtigte Erwerber spezialisiert haben.

## Toxizität (Giftigkeit)
Die Verträglichkeit einer Substanz ist für viele Lebewesen oder Gruppen von Lebewesen unterschiedlich.
Grundsätzlich können alle dem Organismus zugeführten Stoffe oberhalb einer gewissen Dosis Schaden anrichten und sind somit ab dieser Wirkmenge als giftig anzusehen. Paracelsus schrieb 1538: „Alle Dinge sind Gift, und nichts ist ohne Gift; allein die Dosis machts, daß ein Ding kein Gift sei.“
Toxizität ist ein Maß für die schädigende oder tödliche Wirkung einer chemischen Substanz oder einer physikalischen Einwirkung (z. B. Bestrahlung; ionisierende Strahlen, Strahlenbelastung) auf einen lebenden Organismus. Man unterscheidet zwischen der akuten Toxizität, die unmittelbare Wirkung zeigt, der chronischen Toxizität, bei der die Schäden erst nach längerer Expositionsdauer eintreten, und der ökologischen Toxizität (Ökotoxikologie), die Einfluss auf ganze Populationen oder Ökosysteme hat.
Die akute Toxizität wird bestimmt durch die bis zum Erreichen eines bestimmten toxischen Effektes durchschnittlich erforderliche Menge (Dosis) eines Giftes, angegeben entweder als Giftmenge je kg Körpergewicht oder in Form eines Konzentrations-Zeit-Produktes (Habersches Produkt) in mg min−1 m−3. Die chronische Toxizität beschreibt die toxischen Effekte einer Substanz mit langandauernder regelmäßiger Applikation einer bestimmten Dosis. Die Anreicherung (Akkumulierung) vieler Schadstoffe in Luft und Boden fällt in den Bereich der Ökotoxikologie.
Die absolute Größe der Toxizität (toxische Dosis) hängt von einer Reihe von Faktoren ab. Die bedeutsamsten sind Art und Ort der Giftapplikation (inhalativ, oral, subkutan bzw. perkutan, intramuskulär, intravenös bzw. intraarteriell, intraperitoneal u. a.), das Applikationsvehikel (z. B. Lösungsmittel), die körperliche Verfassung eines Lebewesens (Art, Alter und Geschlecht, individuelle Eigenschaften des Lebewesens, Prädisposition, Gesundheitszustand und Lebensbedingungen) und chronobiologische Faktoren (Zeitpunkt der Applikation). Zur Vergleichbarkeit von Toxizitätsangaben sind daher diese Parameter stets anzugeben.
Die Nanotoxikologie befasst sich mit den Wirkungen von Nanopartikeln einschließlich der Nanomaterialien auf lebende Organismen. Aufgrund der Miniaturisierung zeigen Nanoobjekte teilweise erheblich veränderte physikalische und chemische Eigenschaften im Vergleich zu ihrem Ausgangsmaterial. Je kleiner ein Partikel ist, desto größer ist seine Toxizität. Nanopartikel können bronchiale und pulmonale Entzündungsreaktionen verursachen, des Weiteren sind vereinzelt Lungenfibrosen beschrieben.
Die Wirkungen toxischer Substanzen lassen sich teilweise durch natürliche oder künstlich hergestellte Gegengifte aufheben oder abmildern.

## Giftwirkung

### Giftwirkung beim Menschen
Gifte greifen an unterschiedlichen Rezeptoren im Organismus an. Häufig betroffene Organe bei akuten Vergiftungen sind Leber (Hepatotoxine, zum Beispiel durch Paracetamol), Niere (Nephrotoxine) sowie Gehirn und Nerven (Nervengifte wie Botulinumtoxin und Kampfstoffe wie VX, Sarin oder Soman). Einige Gifte greifen in die innere Atmung ein, so zum Beispiel Nitrite und Kohlenstoffmonoxid, die das Hämoglobin blockieren, oder Kaliumcyanid (Cyankali), das die Atmungskette der Zellen blockiert.
Um die Giftigkeit (Toxizität) von Toxinen miteinander vergleichen zu können, werden Tierversuche unter standardisierten Bedingungen herangezogen. Die häufig angegebene LD50 zum Beispiel gibt an, welche Stoffmenge, bezogen auf das Körpergewicht, bei der Hälfte einer Versuchstierpopulation zum Tod führt. Dabei steht LD für letale Dosis. LDLo gibt die niedrigste (engl. lowest) Dosis an, die zum Tod eines Versuchstieres führen kann.
Einige der stärksten bekannten Giftstoffe werden unter dem Sammelbegriff Botulinumtoxin zusammengefasst, diese können unter anderem in verdorbenen Fleisch- und Fischkonserven oder in Käse vorkommen.

### Konzentrationsgifte und Summationsgifte
Nach dem Verhalten des Giftstoffes an den Rezeptoren werden zwei Arten von Giften unterschieden:
- Bei einem Konzentrationsgift nimmt die Wirkung mit zunehmender Konzentration des Giftstoffes an den Rezeptoren zu. Wird der Giftstoff, beispielsweise durch Stoffwechselvorgänge oder Ausatmen, wieder vollständig – ohne die blockierten Rezeptoren geschädigt zu haben – abgebaut, so klingt auch die Wirkung wieder vollständig ab.
- Bei einem Summationsgift, auch Kumulationsgift oder c·t-Gift genannt, bewirkt der Giftstoff eine irreversible Veränderung der Rezeptoren. Die Wirkung bleibt auch nach der Ausscheidung des Wirkstoffs aus dem Körper bestehen. Bei einer weiteren Gabe können die Giftstoffmoleküle einen Teil der noch verbliebenen Rezeptoren wieder irreversibel schädigen. Die Einzelwirkungen können sich so aufsummieren. Die Giftstoffaufnahme kann dabei kontinuierlich oder auch schubweise stattfinden. Die Wirkung (W) ergibt sich aus dem Produkt von Konzentration (c) und Expositionsdauer (t) als W=c·t (siehe Habersche Regel).

Beispiele
- Tabakrauch enthält das in hoher Konzentration sehr giftige Nicotin.[14] Nicotin ist ein typisches Konzentrationsgift. Es blockiert reversibel die nikotinischen Acetylcholinrezeptoren. Nach kurzer Zeit werden die Rezeptoren wieder freigegeben. Auch über viele Jahre genommen zeigt Nicotin in niedrigen Dosen nur geringe chronische Schädigungen des Organismus.
- Daneben enthält Tabakrauch auch mehrere krebserregende Verbindungen. Am bekanntesten ist das Benzo[a]pyren, das eine geringere akute Toxizität als Nicotin aufweist,[15] aber ein typisches Summationsgift ist. Das im Organismus aus Benzpyren gebildete Oxidationsprodukt Benzo[a]pyren-7,8-dihydroxy-9,10-epoxid bewirkt, in kleinsten Dosen über viele Jahre aufgenommen, ein erheblich erhöhtes Risiko für eine Lungenkrebserkrankung sowie für weitere Krebsarten, da es mit einem Bestandteil der Erbsubstanz DNA reagiert.[16]

### Beispiele unterschiedlicher Giftwirkung
- Gift-„Cocktails“, wie sie manchmal mit Mord- oder Suizidabsicht zusammengestellt werden, sind meist „giftiger“ als die Summe der Einzelsubstanzen („Potenzierung“). Dies gilt auch für die Kombination subtoxischer Mengen von umweltgefährlichen Stoffen, die zusammen schädigend wirken können.
- Metallisches Quecksilber ist beim Verschlucken weniger giftig als bei der Inhalation der Dämpfe.
- Eine Dosis Ethanol, die im Laufe eines Abends (also subakut) in Form von Bier eingenommen und vertragen wird, kann bei akuter Zufuhr als Schnaps zu ausgeprägteren und eventuell gefährlichen Vergiftungserscheinungen führen.
- Die Einnahme von 10 Litern Wasser auf einmal (destilliert oder nicht) kann für einen Erwachsenen tödlich sein. Es kommt zur Hyponatriämie (Unterversorgung mit Natrium durch osmotischen Entzug). Hierbei handelt es sich jedoch nicht um eine toxische Wirkung des Wassers an sich, sondern um einen schädlichen Verdünnungseffekt.
- Ein durch Krankheit vorgeschädigter Organismus reagiert empfindlicher auf Gifte als der eines Gesunden.
- Eine Dosis Digitoxin, die bei einem Erwachsenen therapeutisch wirkt, kann für ein Kind oder einen älteren Menschen tödlich sein.
- Ethanol ist für Menschen mit verminderter oder veränderter Alkoholdehydrogenase in wesentlich geringerer Dosis tödlich.
- Der LD50-Wert für DDT liegt bei Ratten bei 113 mg/kg, bei Fliegen aber nur bei 1 mg/kg Körpergewicht.
- 2,3,7,8-Tetrachlordibenzodioxin wirkt bei Schafen akut tödlich, bei Menschen führt die gleiche Konzentration nur zur Ausbildung von Chlorakne.
- Das Theobromin von Schokolade (bzw. Kakao) ist für Hunde und Katzen giftig, siehe Theobrominvergiftung.
- Wiederholte Giftzufuhr führt bei vielen Substanzen zur Toleranzentwicklung. So gab es früher Arsenikesser, die zum Teil das Mehrfache einer gewöhnlich akut tödlichen Dosis von Arsenik (As2O3) ohne (akute) Beeinträchtigung zu sich nahmen. Ähnlich wie Arsenik wirken Thalliumsalze auf den menschlichen Organismus. Ein näherliegendes Beispiel ist Heroin (ein Opioid), gegen das der Mensch eine ausgeprägte Toleranz entwickelt.
- Weißer Germer, eine für die meisten Säugetiere hochgiftige Pflanze, wird von Rothirschen in der Brunft verzehrt.
- Vergiftungen mit Schlafmitteln führen zum Teil über Störungen der Temperaturregulation mit Auskühlen des Organismus zum Tod. Wenn der Auskühlung entgegengewirkt wird (Bettdecke, Heizung), wird eine Überdosis unter Umständen vertragen, die im Freien tödlich gewesen wäre.

## Einteilung von Giften

### Giftstoff als Gefahrstoff
Während allgemein giftige Schadstoffe als umweltgefährlich (N) eingestuft werden, werden Stoffe nach der Wirkung auf den Menschen als Gefahrstoff in sehr giftig (T+), giftig (T) sowie gesundheitsschädlich (Xn) (veraltet „mindergiftig“) eingestuft.
| Gefahrensymbol mit Gefahrenbezeichnung | Gefahrensymbol mit Gefahrenbezeichnung | Kenn- buchstabe | Einstufung für Gefahrensymbole | Beispiele                  |
| -------------------------------------- | -------------------------------------- | --------------- | --- | -------------------------- |
|                                        | sehr giftig                            | T+              | wenn sie in sehr geringer Menge beim Einatmen, Verschlucken oder Aufnahme über die Haut zum Tode führen oder akute oder chronische Gesundheitsschäden verursachen können. Es gelten folgende Grenzwerte LD50 oral, Ratte: < 25 mg/kg LD50 dermal, Ratte oder Kaninchen: < 50 mg/kg LC50 inhalativ, Ratte, für Aerosole/Stäube: < 0,25 mg/l LC50 inhalativ, Ratte, für Gase/Dämpfe: < 0,50 mg/l                                                                                        | Atropin, Sarin, Thallium   |
|                                        | giftig                                 | T               | wenn sie in geringer Menge beim Einatmen, Verschlucken oder Aufnahme über die Haut zum Tode führen oder akute oder chronische Gesundheitsschäden verursachen können; auch alle CMR-Stoffe werden mit T gekennzeichnet. Es gelten folgende Grenzwerte oral, Ratte: 25 mg/kg < LD50 < 200 mg/kg dermal, Ratte oder Kaninchen: 50 mg/kg < LD50 < 400 mg/kg inhalativ, Ratte, für Aerosole/Stäube: 0,25 mg/l < LC50 < 1 mg/l inhalativ, Ratte, für Gase/Dämpfe: 0,50 mg/l < LC50 < 2 mg/l | Methanol, Tetrachlormethan |
|                                        | gesundheitsschädlich                   | Xn              | wenn sie bei Einatmen, Verschlucken oder Aufnahme über die Haut akute oder chronische Gesundheitsschäden verursachen können. Es gelten folgende Grenzwerte oral, Ratte: 200 mg/kg < LD50 < 2000 mg/kg dermal, Ratte oder Kaninchen: 400 mg/kg < LD50 < 2000 mg/kg inhalativ, Ratte, für Aerosole/Stäube: 1 mg/l < LC50 < 5 mg/l inhalativ, Ratte, für Gase/Dämpfe: 2 mg/l < LC50 < 20 mg/l                                                                                            | Dichlormethan              |

Nach der neueren Einstufung nach dem Global harmonisierten System zur Einstufung und Kennzeichnung von Chemikalien erfolgt die Einteilung in Akut Toxisch (Symbol 06), Gesundheitsgefahr (Symbol 08) und diversen anderen Gesundheitsgefahren (Symbol 07).
| GHS-Symbol mit Signalwort | GHS-Symbol mit Signalwort | Einstufung für Gefahrensymbole | Beispiele                                            |
| ------------------------- | ------------------------- | --- | ---------------------------------------------------- |
|                           | Gefahr                    | wenn sie in geringer Menge beim Einatmen, Verschlucken oder Aufnahme über die Haut zum Tode führen oder akute oder chronische Gesundheitsschäden verursachen können. Es gelten folgende Grenzwerte LD50 oral, Ratte: ≤ 300 mg/kg LD50 dermal, Ratte oder Kaninchen: ≤ 1000 mg/kg LC50 inhalativ, Ratte, für Aerosole/Stäube: ≤ 1,0 mg/l LC50 inhalativ, Ratte, für Gase ≤ 2500 ppm LC50 inhalativ, Ratte, für Dämpfe: ≤ 10 mg/l                       | Atropin, Sarin, Thallium, Methanol, Tetrachlormethan |
|                           | Gefahr                    | wenn sie bei Einatmen, Verschlucken oder Aufnahme über die Haut akute oder chronische Gesundheitsschäden verursachen können. Es gelten folgende Grenzwerte LD50 oral, Ratte: ≤ 2000 mg/kg LD50 dermal, Ratte oder Kaninchen: ≤ 2000 mg/kg LC50 inhalativ, Ratte, für Aerosole/Stäube: ≤ 5,0 mg/l LC50 inhalativ, Ratte, für Gase ≤ 20.000 ppm LC50 inhalativ, Ratte, für Dämpfe: ≤ 20 mg/l oder bei krebserzeugenden oder allergieauslösenden Stoffen | Dichlormethan                                        |
|                           |                           | Das „dicke Ausrufezeichensymbol“ dient der alleinigen oder zusätzlichen Kennzeichnung diverser Kategorien, die früher hauptsächlich durch das Gefahrensymbol Xi für reizend abgedeckt wurden. Unter Umständen entfällt es auch. Das Signalwort wird je nach Zusammenhang gewählt. | Ethanol                                              |

Die Regelungen sind EU-weit konform. Nach dem schweizerischen Giftgesetz erfolgte die Einteilung in Giftklassen, seit 2005 gelten aber auch die EU-Gefahrensymbole.
Als Gefahrgut im Transport, die auf der Straße durch das ADR geregelt wird, haben Giftstoffe die Gefahrgutklasse 6.1 – Giftige Stoffe oder, im Fall von Gasen, 2 mit den Gefahrengraden T (giftig);
TF (giftig und entzündlich);
TC (giftig und ätzend);
TO (giftig und brandfördernd);
TFC (giftig, entzündlich und brandfördernd);
TOC (giftig, brandfördernd und ätzend) und eine Nummer zur Kennzeichnung der Gefahr (Kemler-Zahl) 6.
| Gefahrgutklasse | Gefahrgutklasse                                   | Gefahrgutklasse | Einstufung | Beispiele                                     |
| --------------- | ------------------------------------------------- | --------------- | --- | --------------------------------------------- |
|                 | Klasse 6.1                                        | Giftige Stoffe  | Stoffe, von denen aus Erfahrung bekannt oder nach tierexperimentellen Untersuchungen anzunehmen ist, dass sie nach dem Einatmen, Verschlucken oder Berühren mit der Haut bei einmaliger oder kurzer Einwirkung in relativ kleiner Menge zu Gesundheitsschäden oder dem Tod eines Menschen führen können.                                                                      | Cyanwasserstoff (Blausäure), Arsen, Pestizide |
|                 | Klasse 2, Gefahrengruppen T, TF, TC, TO, TFC, TOC | Gase (giftig)   | Gase, a) die dafür bekannt sind, so giftig und ätzend in Bezug auf den Menschen zu sein, dass sie eine Gefahr für die Gesundheit darstellen, oder b) von denen angenommen wird, dass sie giftig oder ätzend in Bezug auf den Menschen sind, weil sie bei der Prüfung gemäß Rn. 2600 Abs. 3 einen LC50-Wert für die akute Giftigkeit von höchstens 5 000 ml/m³ (ppm) aufweisen | Chlorgas, Chlorwasserstoff, Schwefeldioxid    |

Als Giftige Substanz tragen Giftstoffe typischerweise die R-Sätze 20–28 (Gesundheitsschädlich/Giftig/Sehr giftig beim Einatmen/bei Berührung mit der Haut/beim Verschlucken), R29, 31, 32 (Entwickelt giftige Gase bei Berührung mit anderen Substanzen), sowie R50–59 (Umweltgefährlich). Aber auch etliche andere R-Sätze beschreiben Giftwirkungen im medizinischen oder rechtlichen Sinne (Reizwirkung, Krebsrisiko, Erbgutschädigend, …).
Eine Liste der in Wikipedia beschriebenen giftigen und sehr giftigen Stoffe befindet sich in der Kategorie:Giftiger Stoff.

### Juristische Definition
Nach herrschender Ansicht ist ein Gift jeder organische oder anorganische Stoff, der nach seiner Art, der beigebrachten Menge, der Form der Beibringung und der Körperbeschaffenheit des Opfers durch chemische oder chemisch-physikalische Wirkung die Gesundheit zu beschädigen geeignet ist.
Beigebracht ist ein Gift dann, wenn eine Körper-Stoff-Beziehung hergestellt wurde.
Der Gesetzgeber bezieht sich dabei ausdrücklich auf die Klassifikation als Gefahrstoff (etwa § 3 Abs. 1 Z 6 und 7 ChemG 1996, Österreich), wobei insbesondere auch die als gesundheitsschädlich bezeichneten Stoffe miteinbezogen sind (etwa § 35 Z 1 ChemG 1996). Sowohl den Chemikaliengesetzen wie auch der Gefahrstoffverordnungen reicht schon ein hinreichend begründeter Verdacht auf Giftigkeit, einen Stoff als Gift einzustufen.
Das Beibringen von Gift wird (in Deutschland nach § 224 Abs. 1 Nr. 1 Alt. 1 StGB) als gefährliche Körperverletzung bestraft.

## LD50-Tabelle und logarithmische Gifte-Skala
Tabelle der LD50-Werte einiger Stoffe in verschiedenen Arten:
| Substanz                                                 | Tierart, Verabreichungsweg                                | LD50 {LC50}                        | LD50 : g/kg {LC50 : g/l} standardisiert | Einzelnachweis       |
| -------------------------------------------------------- | --------------------------------------------------------- | ---------------------------------- | --------------------------------------- | -------------------- |
| Wasser                                                   | Ratte, oral                                               | >90 g/kg                           | >90                                     | [ 22 ]               |
| Saccharose (Zucker)                                      | Ratte, oral                                               | 29,7 g/kg                          | 29,7                                    | [ 23 ]               |
| Mononatriumglutamat (MSG)                                | Ratte, oral                                               | 16,6 g/kg                          | 16,6                                    | [ 24 ]               |
| Ascorbinsäure (Vitamin C)                                | Ratte, oral                                               | 11,9 g/kg                          | 11,9                                    | [ 25 ]               |
| Harnstoff                                                | Ratte, oral                                               | 8,471 g/kg                         | 8,471                                   | [ 26 ]               |
| Cyanursäure                                              | Ratte, oral                                               | 7,7 g/kg                           | 7,7                                     | [ 27 ]               |
| Cadmiumsulfid                                            | Ratte, oral                                               | 7,08 g/kg                          | 7,08                                    | [ 28 ]               |
| Ethanol                                                  | Ratte, oral                                               | 7,06 g/kg                          | 7,06                                    | [ 29 ]               |
| Isopropylmethylphosphonsäure (IMPA, Metabolit des Sarin) | Ratte, oral                                               | 6,86 g/kg                          | 6,86                                    | [ 30 ]               |
| Melamin                                                  | Ratte, oral                                               | 6 g/kg                             | 6                                       | [ 27 ]               |
| Melamincyanurat                                          | Ratte, oral                                               | 4,1 g/kg                           | 4,1                                     | [ 27 ]               |
| Natriummolybdat                                          | Ratte, oral                                               | 4 g/kg                             | 4                                       | [ 31 ]               |
| Natriumchlorid (Kochsalz)                                | Ratte, oral                                               | 3 g/kg                             | 3                                       | [ 32 ]               |
| Paracetamol (Acetaminophen)                              | Ratte, oral                                               | 1,944 g/kg                         | 1,944                                   | [ 33 ]               |
| Tetrahydrocannabinol (THC)                               | Ratte, oral                                               | 1,27 g/kg                          | 1,27                                    | [ 34 ]               |
| Benzalkoniumchlorid (ADBAC)                              | Ratte, oral Fische, Immersion aquatische Wirbellose, imm. | 304,5 mg/kg {280 µg/l} {5,9 µg/l}  | 0,304 5 {0,000 28} {0,000 005 9}        | [ 35 ]               |
| Cumarin (aus Zimtkassie und anderen Pflanzen)            | Ratte, oral                                               | 293 mg/kg                          | 0,293                                   | [ 36 ]               |
| Acetylsalicylsäure (ASS)                                 | Ratte, oral                                               | 200 mg/kg                          | 0,2                                     | [ 37 ]               |
| Coffein                                                  | Ratte, oral                                               | 192 mg/kg                          | 0,192                                   | [ 38 ]               |
| Arsentrisulfid                                           | Ratte, oral                                               | 185–6 400 mg/kg                    | 0,185–6,4                               | [ 39 ]               |
| Natriumnitrit                                            | Ratte, oral                                               | 180 mg/kg                          | 0,18                                    | [ 40 ]               |
| Uranylacetat-Dihydrat                                    | Maus, oral                                                | 136 mg/kg                          | 0,136                                   | [ 41 ]               |
| Bisoprolol                                               | Maus, oral                                                | 100 mg/kg                          | 0,1                                     | [ 42 ]               |
| Senfgas                                                  | Mensch, dermal                                            | 100 mg/kg                          | 0,1                                     | [ 43 ]               |
| Cobaltchlorid                                            | Ratte, oral                                               | 80 mg/kg                           | 0,08                                    | [ 44 ]               |
| Cadmiumoxid                                              | Ratte, oral                                               | 72 mg/kg                           | 0,072                                   | [ 45 ]               |
| Natriumfluorid                                           | Ratte, oral                                               | 52 mg/kg                           | 0,052                                   | [ 46 ]               |
| Pentaboran                                               | Mensch, oral                                              | <50 mg/kg                          | <0,05                                   | [ 47 ]               |
| Capsaicin                                                | Maus, oral                                                | 47,2 mg/kg                         | 0,047 2                                 | [ 48 ]               |
| Quecksilber(II)-chlorid                                  | Ratte, dermal                                             | 41 mg/kg                           | 0,041                                   | [ 49 ]               |
| Amphetamin                                               | Maus, intravenös Maus, oral                               | 18 mg/kg 21 mg/kg                  | 0,018 0,021                             | [ 50 ]               |
| Lysergsäurediethylamid (LSD)                             | Ratte, intravenös                                         | 16,5 mg/kg                         | 0,016 5                                 | [ 51 ]               |
| MDMA (Ecstasy)                                           | Hund, intravenös Ratte, intraperitoneal Ratte, oral       | 14 mg/kg 49 mg/kg 325 mg/kg        | 0,014 0,049 0,325                       | [ 52 ]               |
| Arsen(III)-oxid (Arsenik)                                | Ratte, oral                                               | 14 mg/kg                           | 0,014                                   | [ 53 ]               |
| Arsen                                                    | Ratte, intraperitoneal Ratte, oral                        | 13 mg/kg 763 mg/kg                 | 0,013 0,763                             | [ 54 ] [ 55 ]        |
| Kokain                                                   | Hund, intravenös Maus, oral                               | 13 mg/kg 96 mg/kg                  | 0,013 0,096                             | [ 56 ]               |
| Methamphetamin                                           | Hund, oral Maus, oral                                     | <10 mg/kg 34 mg/kg                 | <0,01 0,034                             | [ 57 ]               |
| Nicotin                                                  | Mensch, oral                                              | 6,5–13 mg/kg                       | 0,006 5–0,013                           | [ 58 ]               |
| Natriumcyanid                                            | Ratte, oral                                               | 6,4 mg/kg                          | 0,006 4                                 | [ 59 ]               |
| Weißer Phosphor                                          | Ratte, oral                                               | 3,03 mg/kg                         | 0,003 03                                | [ 60 ]               |
| Heroin                                                   | Mensch, intravenös Maus, intravenös Maus, subkutan        | 1–5 mg/kg 21,8 mg/kg 261,6 mg/kg   | 0,001–0,005 0,021 8 0,261 6             | [ 61 ] [ 62 ]        |
| Strychnin                                                | Mensch, oral                                              | 1–2 mg/kg                          | 0,001–0,002                             | [ 63 ]               |
| Cantharidin                                              | Mensch, oral                                              | 0,5 mg/kg                          | 0,000 5                                 |                      |
| Aflatoxin B1 (aus Aspergillus flavus)                    | Ratte, oral                                               | 480 µg/kg                          | 0,000 48                                | [ 64 ]               |
| Sarin                                                    | Maus, subkutan Mensch, dermal                             | 172,23 µg/kg 28 mg/kg              | 0,000 172 23 0,028                      | [ 65 ] [ 66 ]        |
| Gift der brasilianischen Wanderspinne                    | Ratte, subkutan                                           | 134 μg/kg                          | 0,000 134                               | [ 67 ]               |
| Fentanyl                                                 | Affe, intravenös Ratte, intravenös Maus, intravenös       | 30 µg/kg 3 mg/kg 6,9 mg/kg         | 0,000 03 0,003 0,006 9                  | [ 68 ] [ 69 ]        |
| Gift des Inlandtaipans (Australische Giftschlange)       | Ratte, subkutan                                           | 25 μg/kg                           | 0,000 025                               | [ 70 ]               |
| 2,3,7,8-Tetrachlordibenzodioxin (TCDD, ein Dioxin)       | Ratte, oral                                               | 22–190 μg/kg                       | 0,000 022–0,000 19                      | [ 71 ]               |
| Rizin                                                    | Ratte, intraperitoneal Ratte, oral                        | 22 μg/kg 20–30 mg/kg               | 0,000 022 0,02–0,03                     | [ 72 ]               |
| Tetrodotoxin                                             | Maus, intravenös Maus, oral                               | 8 μg/kg 334 μg/kg                  | 0,000 008 0,000 334                     | [ 73 ] [ 74 ]        |
| Batrachotoxin (aus Pfeilgiftfröschen)                    | Mensch, subkutan                                          | 2–7 μg/kg                          | 0,000 002–0,000 007                     | [ 75 ]               |
| Abrin                                                    | Maus, intravenös Mensch, Inhalation Mensch, oral          | 0,7 μg/kg 3,3 μg/kg 10–1 000 μg/kg | 0,000 000 7 0,000 003 3 0,000 01–0,001  |                      |
| Saxitoxin                                                | Maus, oral Mensch, oral                                   | 263 µg/kg 5,7 µg/kg                | 0,000 263 0,000 005 7                   | [ 76 ] [ 77 ] [ 78 ] |
| VX                                                       | Mensch, oral, Inhalation, Absorption über Haut/Augen      | 2,3 μg/kg (geschätzt)              | 0,000 002 3                             | [ 79 ]               |
| Maitotoxin                                               | Maus, intraperitoneal                                     | 130 ng/kg                          | 0,000 000 13                            | [ 80 ]               |
| Polonium-210                                             | Mensch, Inhalation                                        | 10 ng/kg (geschätzt)               | 0,000 000 01                            | [ 81 ]               |
| Botulinumtoxin (Botox)                                   | Mensch, oral, Injektion, Inhalation                       | 1 ng/kg                            | 0,000 000 001                           | [ 82 ]               |

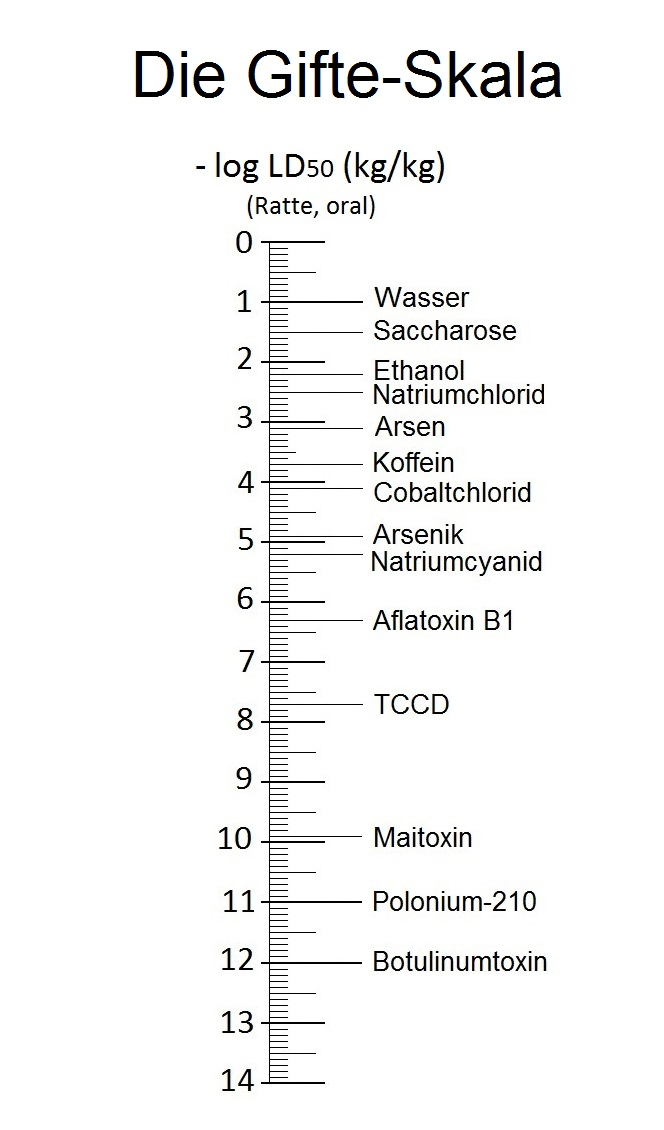
Logarithmische Darstellung von LD_{50}-Werten

Die LD50-Werte haben eine sehr große Spannweite. Das Botulinumtoxin als giftigster bekannter Stoff hat einen LD50-Wert von 1 ng/kg, während der ungiftigste Stoff Wasser einen LD50-Wert von mehr als 90 g/kg hat. Das ist ein Unterschied von etwa 1 zu 100 Milliarden oder 11 Größenordnungen. Wie bei allen Messwerten, die sich um viele Größenordnungen unterscheiden, bietet sich eine logarithmische Betrachtung an. Bekannte Beispiele sind die Angabe der Erdbebenstärke anhand der Richter-Skala, der pH-Wert als Maß für den sauren oder basischen Charakter einer wässrigen Lösung oder die Lautstärke in dB.
In diesem Fall wird der negative dekadische Logarithmus der LD50-Werte, der standardisiert in kg je kg Körpergewicht angegeben wird, betrachtet.
−log LD50 (kg/kg) = Wert
Der gefundene dimensionslose Wert kann in eine Gifte-Skala eingetragen werden. Wasser als wichtigste Substanz hat in der so gewonnenen Gifte-Skala den eingängigen Wert 1.

## Bei Menschen wirksame Gifte (Beispiele)
| Substanz                | Aufnahmeweg | Menge in mg·kg−1 | Quelle        |
| ----------------------- | ----------- | ---------------- | ------------- |
| Ethanol                 | oral        | 1400             | [ 84 ]        |
| Phosphor                | oral        | 0001,4           | [ 85 ]        |
| Brom                    | oral        | 0014             | [ 86 ]        |
| Salpetersäure           | oral        | 0430             | [ 87 ]        |
| Phenol                  | oral        | 0140–1400        | [ 88 ] [ 89 ] |
| Pyridin                 | oral        | 0500             | [ 90 ]        |
| Atropin                 | unbekannt   | 0000,143         | [ 91 ]        |
| Kaliumcyanid            | oral        | 0002,857         | [ 92 ]        |
| Chinin                  | unbekannt   | 0294             | [ 93 ]        |
| Senfgas                 | percutan    | 0064             | [ 94 ]        |
| Ciprofloxacin           | oral        | 0005,714         | [ 95 ]        |
| Natriumcyanid           | oral        | 0002,8           | [ 96 ]        |
| Parathion               | oral        | 0000,17          | [ 97 ]        |
| Phencyclidin            | oral        | 0014             | [ 98 ]        |
| Quecksilber(II)-chlorid | oral        | 0001             | [ 99 ]        |
| Diethylenglycol         | oral        | ca. 1000         | [ 100 ]       |
| Cantharidin             | oral        | 0000,03–0,5      | [ 101 ]       |
| Dichlorvos              | oral        | 0050             | [ 102 ]       |
| Lewisit                 | percutan    | 0037,6           | [ 103 ]       |
| Picrotoxin              | oral        | 0000,357         | [ 104 ]       |
| Blei(II)-carbonat       | oral        | 0571             | [ 105 ]       |
| Heptabarbital           | oral        | 0050             | [ 106 ]       |
| Gyromitrin              | oral        | 0020             | [ 107 ]       |

### Toxine
Toxine sind Gifte, die von Lebewesen synthetisiert werden.
Vom menschlichen Organismus produzierte Gifte:
- Urämietoxine

Pflanzliche Gifte:
- Aconitin (Eisenhut)
- Colchicin (Herbstzeitlosen)
- Coniin (Schierling)
- Curare
- Digitoxin (Fingerhut)
- Nikotin (Tabakpflanze)
- Rizin (Rizinus)
- Strychnin (Brechnuss)
- Taxane (Eiben)
- Tropan-Alkaloide (Tollkirsche, Stechapfel, Engelstrompete, Bilsenkraut)

Von Mikroorganismen produzierte Gifte:
- Bakterientoxine
  - Botulinumtoxin (Clostridium botulinum)
  - Exotoxin A (Pseudomonas aeruginosa)
  - Shiga-Toxin (Shigella dysenteriae)
  - Vero-Toxin (Escherichia coli)
  - Tetanospasmin (Clostridium tetani)
- Brevetoxin (Karenia brevis, eine Meeresalge)
- Mykotoxine (Schimmelpilzgifte)

Pilzgifte (giftige Großpilze):
- Amatoxine (Knollenblätterpilz)

Tierische Gifte:
- Amphibiengifte
- Bienengift
- Fischgift (Kugelfische)
- Hornissengift
- tierische Pfeilgifte (Pfeilgiftfrosch u. a.)
- Schlangengift
- Gifte der Skorpione
- Spinnengift
- Gift der männlichen Schnabeltiere
- Gifte wirbelloser Meerestiere (etwa der Seewespen Chironex fleckeri und Chiropsalmus quadrigatus sowie des Blaugeringelten Kraken)

### Andere Gifte
Anorganische Verbindungen:
- Ammoniak
- Arsen und Arsenik
- Beryllium
- Kohlenstoffmonoxid
- Schwefelwasserstoff
- die meisten Schwermetalle, z. B. Cadmium, Quecksilber oder Plutonium
- Phosphin
- Cyanwasserstoff (Blausäure)
- Kaliumcyanid (Cyankali)

Organische Verbindungen:
- DDT
- Parathion
- einige Phenole und Alkohole, etwa Phenol, Methanol und Ethanol (Alkohol)